# IMesh
IMesh est un logiciel de peer-to-peer. Il a été créé en 1999 par la société Imesh.com.
Le logiciel utilisait les réseaux FastTrack qu'utilise Kazaa et Imesh network et pour la version 5, Gnutella qu'utilise par exemple LimeWire. Le 18 septembre 2003 la Recording Industry Association of America a attaqué en procès l'entreprise qui développait le logiciel pour atteinte aux droits d'auteur. À la suite du règlement à l'amiable du procès le 20 juillet 2004, IMesh a abandonné les réseaux utilisés auparavant et a basculé sur un système propriétaire, centralisé et payant pour certaines options comme l'achat de musique. Ce système a été ensuite utilisé pour BearShare qui se connecte au même réseau centralisé, et aussi bien avec IMesh qu'avec BearShare, seul l'échange de certains formats de fichiers est autorisé, tous les fichiers musicaux sont contrôlés pour éviter le piratage, et dans le même but, seuls les fichiers vidéo d'une durée inférieure à 15 minutes peuvent être échangés.
La popularité de ce logiciel a progressivement décliné, en partie à cause de l'inclusion de publiciels et de logiciels espions dans le client officiel tels que New.net.